# Рыбачук, Ада Фёдоровна
А́да Фёдоровна Рыбачу́к (27 июля 1931 года, Киев — 21 сентября 2010 года, Киев) — советский украинский художник-монументалист, живописец. Член Союза художников УССР и СССР. Почётный член Народной академии культуры и человеческих ценностей (США, 1995). Почётный член Союза кинематографистов Украины (1999). Почётный гражданин города Нарьян-Мар (1998).

## Биография
Ада родилась 27 июля 1931 года в Киеве в семье Фёдора Рыбачука, кадрового офицера Красной армии, который был на фронте с первого и до последнего дня войны. Семья эвакуировалась в Казахстан, где Ада окончила четыре класса начальной школы.
С 1945 по 1950 год училась в Киевской художественной средней школе, которую закончила с золотой медалью.
В 1957 году окончила Киевский государственный художественный институт (мастерская А. Шовкуненко). С 1960-х годов работала в области монументально-декоративного искусства, живописи, графики. Член Союза художников Украины (1957).
Работая в команде А. Милецкого вместе с мужем В. Мельниченко, в 1961 году украшала интерьер киевского Центрального автовокзала, в 1965 году — киевский Дворец пионеров и школьников и работала над другими проектами, используя мотивы украинского народного искусства. Одним из главных проектов был Парк памяти и в его рамках — Стена памяти на Байковом кладбище, на территории, окружающей Киевский крематорий.
С 1995 года — Почетный член Народной академии культуры и человеческих ценностей (США). Почетный член Союза кинематографистов Украины (1999).
Ада Рыбачук ушла из жизни 21 сентября 2010, в Киеве.

### Встреча с Рокуэллом Кентом
Американский художник и путешественник Рокуэлл Кент, который посвятил жителям Севера немало произведений, дал высокую оценку своим советским единомышленникам. В предисловии ко второму изданию повести «Саламина» он писал:
«Недавно в Москве я встретился с двумя одаренными молодыми художниками из Киева Адой Рыбачук и Владимиром Мельниченко. Они жили и работали в Советской Арктике, также как и я, они любят Крайний Север и его обитателей. Мне говорили, будто бы кое-кто упрекал этих художников в том, что, живя на севере, они отрываются от действительной жизни. Как несправедливо это обвинение!
Под блестящим покровом современной жизни, ее культурных манер и одежд, все возрастающих удобств находится Человечество, Человек, с его разумом и чувствами. Разве это не заставляет нас стремиться проникнуть сквозь покровы, чтобы познать человека, его сущность? Разве искусство не должно открыть ее нам? Эту сущность открывают работы двух упоминавшихся молодых художников… Мы, стремящиеся создать для людей лучший мир, должны знать глину, из которой лепим человека».

## Выставки
Принимала участие в ряде в республиканских, всесоюзных и зарубежных выставок:
- ОАР (1958)
- ЧССР (1957, 1958)
- Финляндия, ВНР, СФРЮ (1961)
- Италия (1962)
- Ирак (1963)
- Афганистан (1964)
- МНР (1964)
- ПНР (1967)
- США (1977, 1995)
- Болгария (1985)

## Критика
Почётный член Украинской академии архитектуры, профессор, лауреат Государственной премии СССР Авраам Милецкий, будучи в конфликте со своими соавторами, писал: «И если пещерный уровень завистников и антисемитов ясен, то особое место в искажении фактов принадлежит людям, десятилетиями работавшим со мной и даже сейчас живущим в оставленной мною им мастерской на Малоподвальной улице. Это художники Ада Рыбачук и Владимир Мельниченко… При этом недостойно использованы трагедия Бабьего Яра, история со «стеной» и мой отъезд в Иерусалим».